# Haurgeulis (Haurgeulis)
Haurgeulis is een bestuurslaag in het regentschap Indramayu van de provincie West-Java, Indonesië. Haurgeulis telt 7357 inwoners (volkstelling 2010).